# 行者塚古墳
行者塚古墳（ぎょうじゃづかこふん）は、兵庫県加古川市山手にある古墳。形状は前方後円墳。西条古墳群（国の史跡）を構成する古墳の1つ。

## 概要
兵庫県南部、印南野台地から北に延びる細長い段丘上に築造された大型前方後円墳である。「行者塚」の古墳名は、かつて後円部墳頂に行者堂が建っていたためと伝わる。古くから調査が実施されているが、特に1995-1996年（平成7-8年）の本格的な発掘調査において副葬品・造出の様相が明らかとされている。
墳形は前方後円形で、前方部を南西方向に向ける。墳丘は3段築成。墳丘長は99メートルを測り、加古川市内では最大、播磨地方でも有数の規模になる。墳丘表面では竜山石を主とする葺石のほか、円筒埴輪列（朝顔形埴輪含む）が認められる。また造出が墳丘くびれ部の左右2ヶ所、後円部の2ヶ所の合計4ヶ所認められる。くびれ部西の造出では全面調査によって形象埴輪・土製模造品の配列が明らかとなっているほか、後円部北東の造出では粘土槨1基が検出されている。墳丘周囲には周濠・外堤が巡らされるほか、後円部側では外堤の外側に外周濠が巡らされる。埋葬施設は後円部中央における粘土槨3基で、いずれも未調査である。粘土槨のそばでは副葬品箱2基が検出されており、それらの中から金銅製透彫帯金具・轡・鋳造鉄斧・筒状青銅製品・鉄製武器・鉄製工具・鉄鋌・鉄床・鉄鍑・巴形銅器などの鉄製品・青銅製品が出土している。
築造時期は、古墳時代中期の4世紀末葉-5世紀初頭頃（または4世紀末葉頃、5世紀前半頃）と推定される。畿内最古級の馬具の出土や朝鮮半島・中国との交流を示す副葬品の出土で注目されるともに、くびれ部西の造出の全面調査によって造出での古墳祭祀を明らかとするうえで重要視される古墳になる。
古墳域は1973年（昭和48年）に国の史跡に指定された（史跡「西条古墳群」のうち）。現在では史跡整備のうえで公開されている。

## 遺跡歴
- 1926年（大正15年）、兵庫県史跡名勝天然記念物調査会が調査、「八幡村ノ調子塚古墳」として報告[6]。
- 戦時中、陸軍演習用地に包含。塹壕設置と伝える[6]。
- 1970年（昭和45年）、地元研究会のイナミ会による測量調査[6]。
- 1973年（昭和48年）6月18日、国の史跡に指定（史跡「西条古墳群」のうち）[5]。
- 1977-1978年（昭和52-53年）、周濠部分の発掘調査（兵庫県教育委員会）CITEREF行者塚古墳（加古川市史_第4巻_史料編I）1996。
- 1989-1990年（平成元-2年）、市史編纂事業に伴う測量調査（1996年の加古川市史に報告）CITEREF行者塚古墳（加古川市史_第4巻_史料編I）1996。
- 1995-1996年（平成7-8年）、史跡整備事業に伴う本格的発掘調査。副葬品多数出土（加古川市教育委員会、1997年に概報刊行）[2]。
- 2008-2009年（平成20-21年）、史跡整備。

## 墳丘
墳丘の規模は次の通り。
- 墳丘長：99メートル
- 後円部 - 3段築成。
  - 直径：68メートル
- 前方部 - 3段築成。
  - 幅：55メートル
- 造出

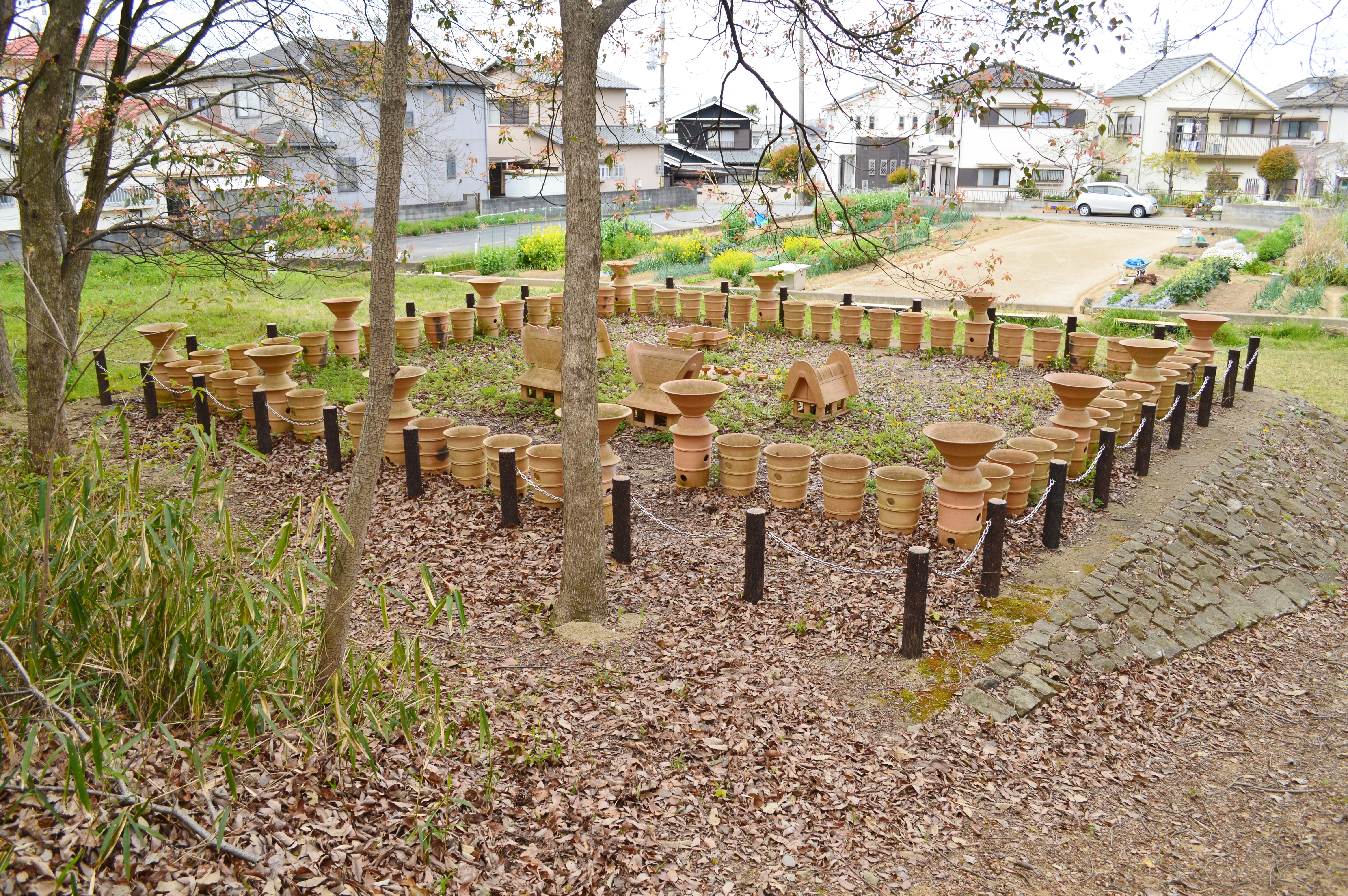
くびれ部西造出手前の埴輪列が食い違い、入口部を形成する。

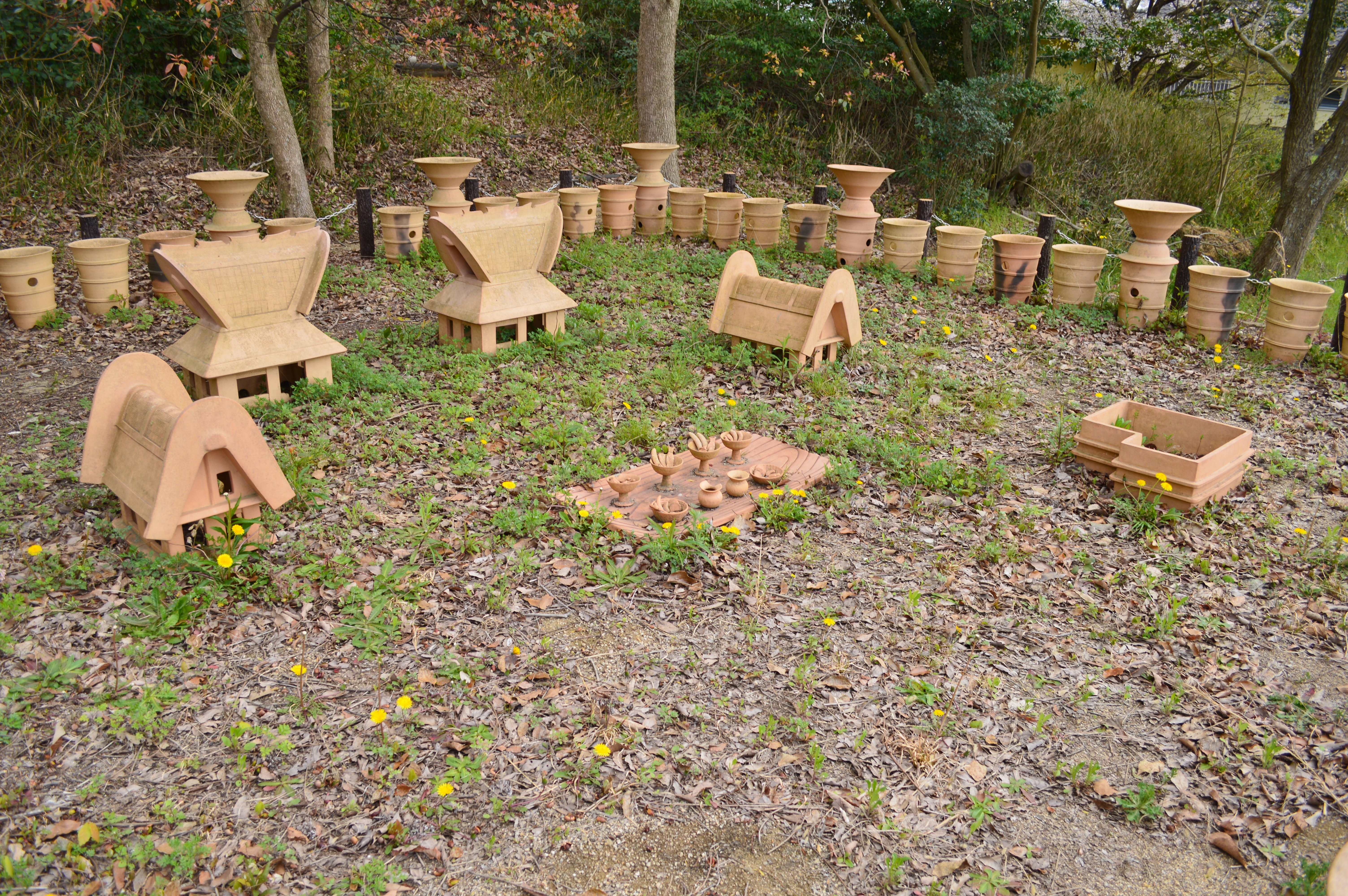
くびれ部西造出の形象埴輪（復元）

  - くびれ部西：長さ約14メートル、幅9メートル[4]
  - くびれ部東：長さ13メートル、幅7.3メートル[4]
  - 後円部北西：長さ11.5メートル、幅9メートル、高さ約1メートル[4]
  - 後円部北東：長さ12.5メートル、幅8.5メートル、高さ約1メートル[4]

墳丘の1段目・2段目は高さ約1.6メートルを測るが、3段目は約6.1メートルと飛び抜けて高い構造になる。
造出4ヶ所はいずれも長方形であるが規模は異なり、そのうちくびれ部西側の造出では全面的な発掘調査が実施されている。調査によれば、円筒埴輪を方形に並べて区画し、墳丘側では列を食い違いにして入口部とする。区画内側では家形埴輪が8個体以上が検出されたほか、小型土師器（壺・高坏・笊形土器など）と魚・鳥・アケビ状・ヒシの実・切り身状の食物土製模造品が検出されている。また造出と後円部墳丘との谷間には、円礫を敷いた上に囲形埴輪が置かれる。
くびれ部東側の造出では、くびれ部西側の造出と同様に後円部墳丘との谷間に円礫を敷いた上に囲形埴輪が置かれ、囲形埴輪の中には家形埴輪が置かれる。また後円部北東の造出では中央に粘土槨の埋葬が認められる。
墳丘周囲の周濠は幅約14メートルを測り、その外側の外堤は幅5-6メートルを測る。また後円部側では外堤の外側に外周濠が巡らされており、幅約8メートルを測る。

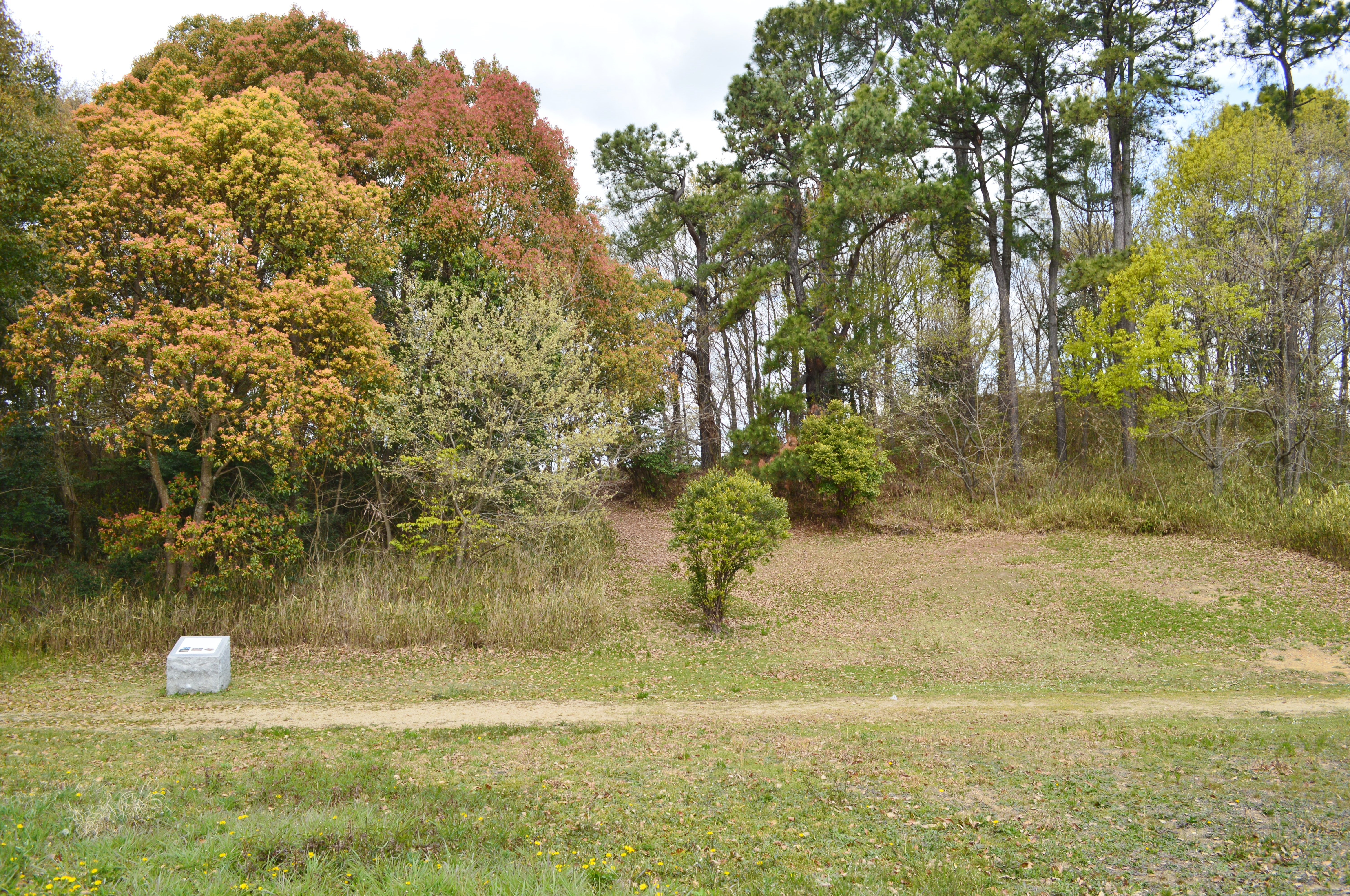
墳丘 右に後円部、左に前方部。
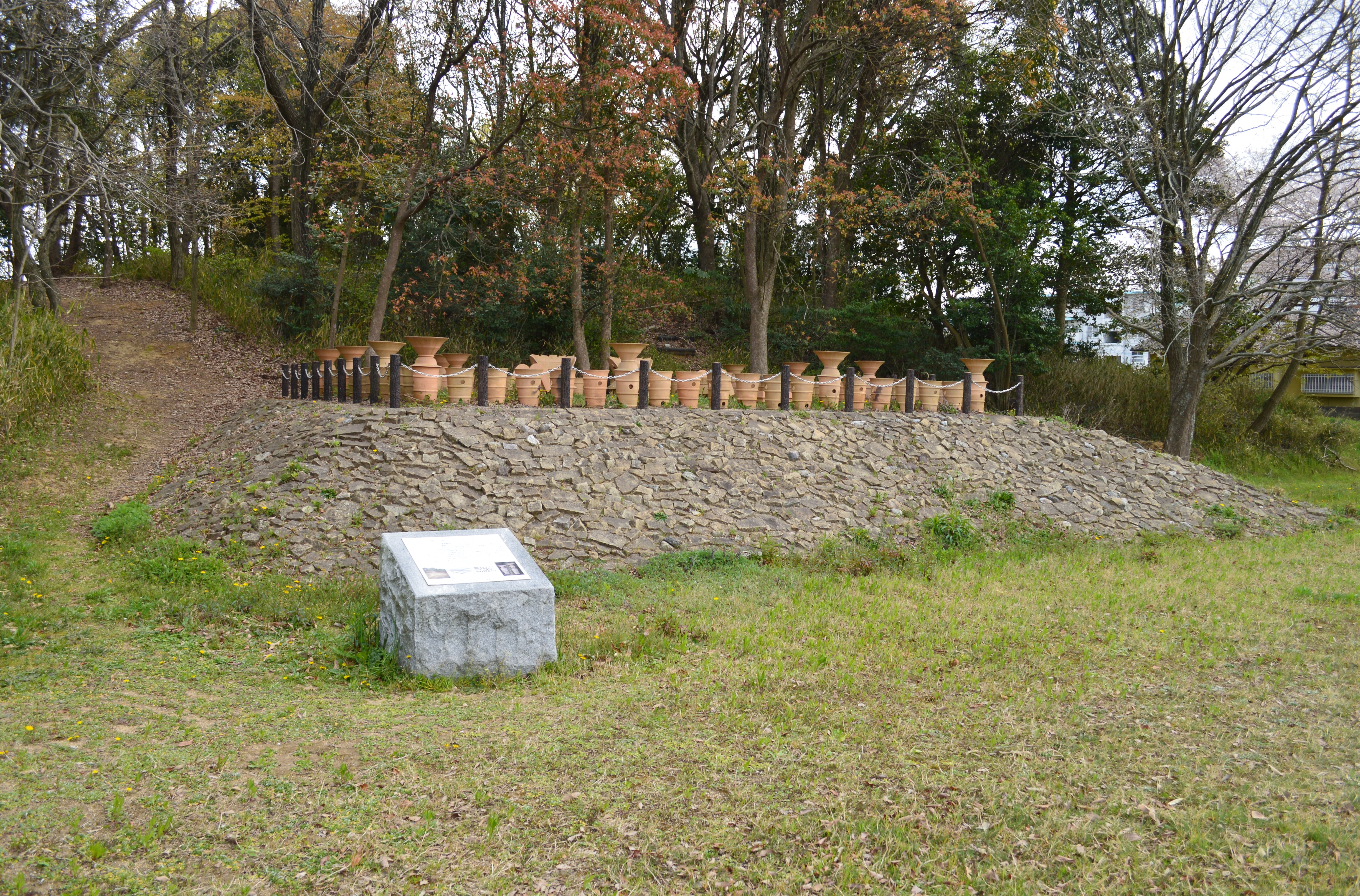
くびれ部西造出
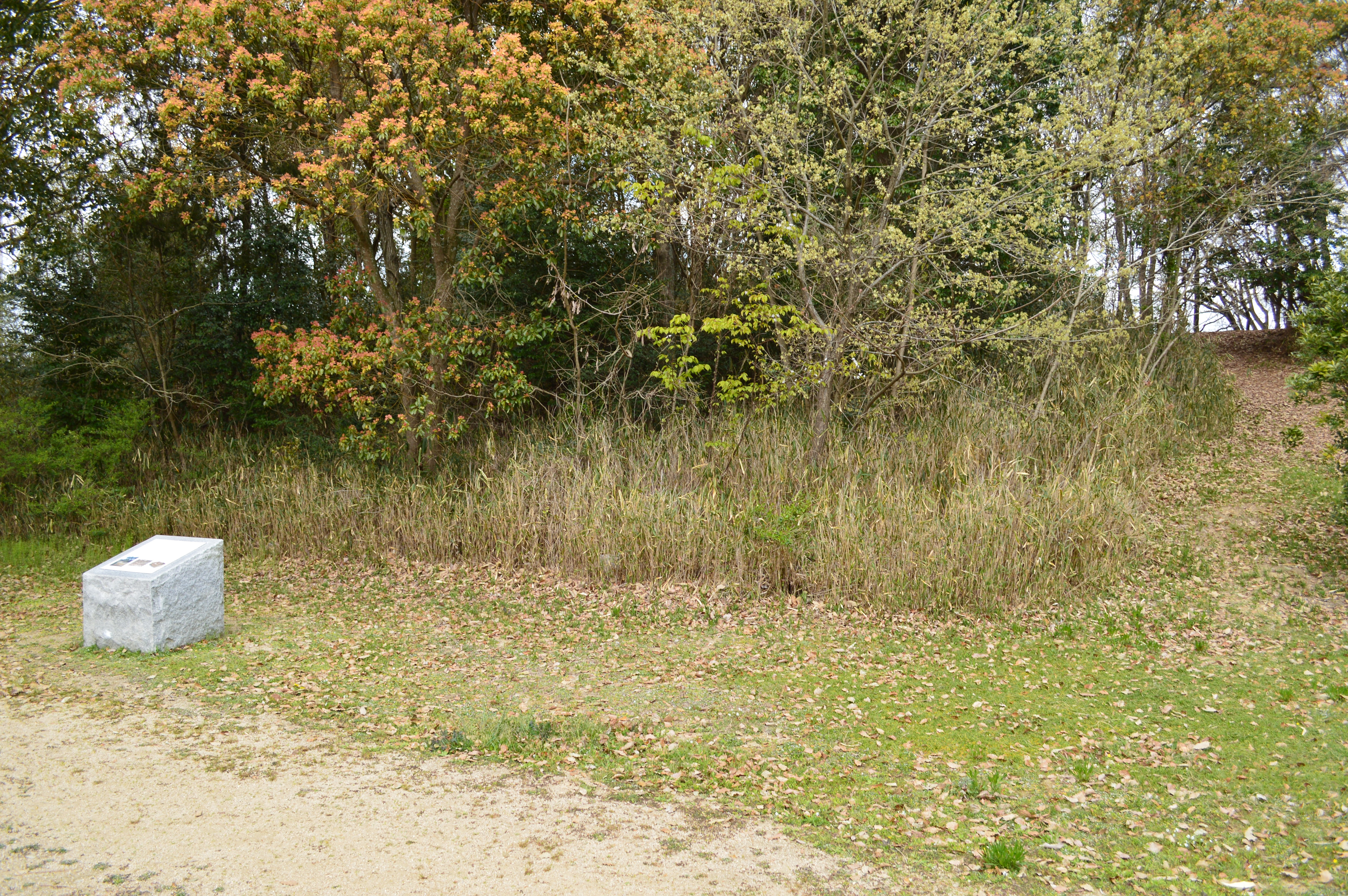
くびれ部東造出
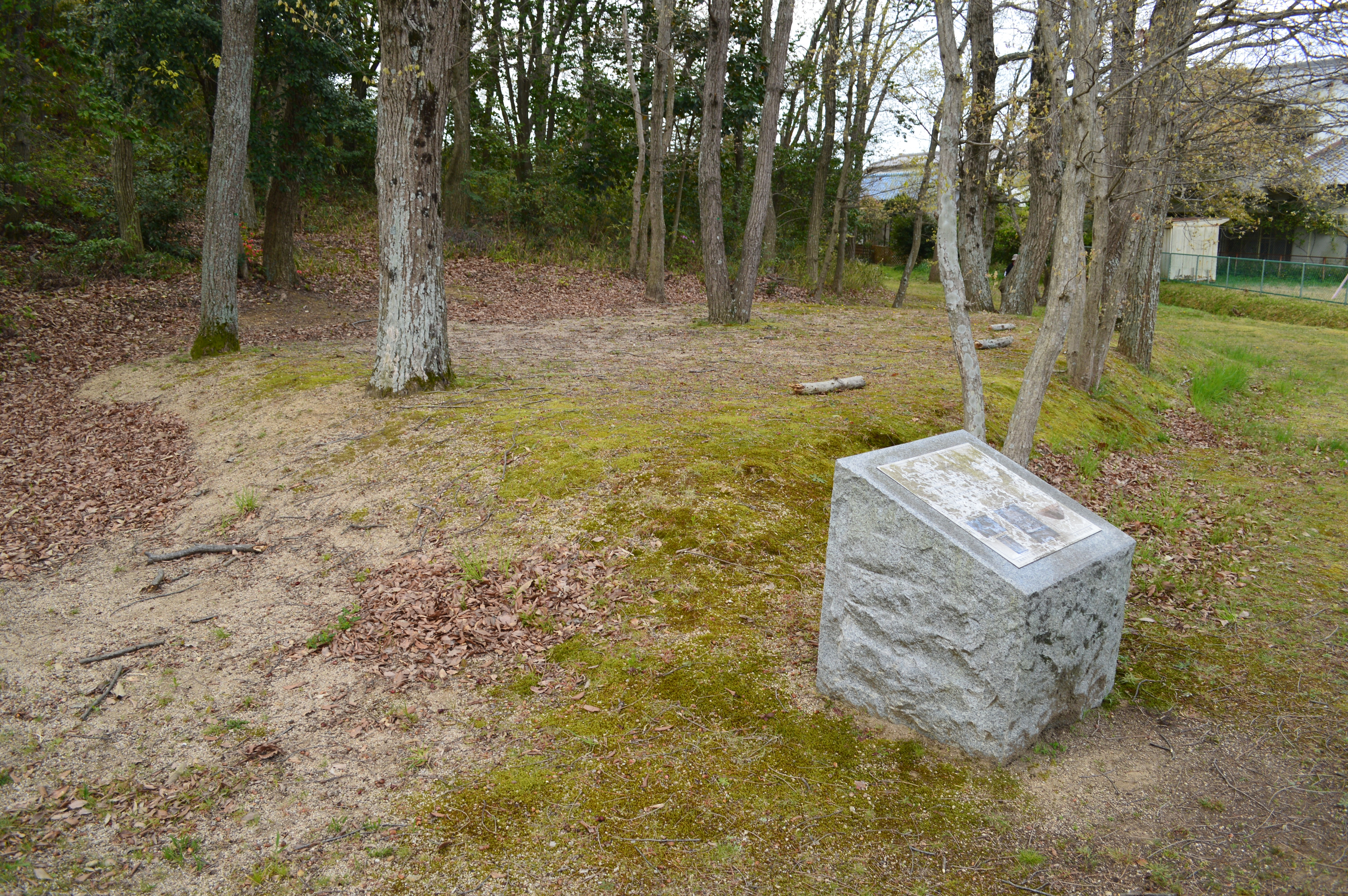
後円部北西造出
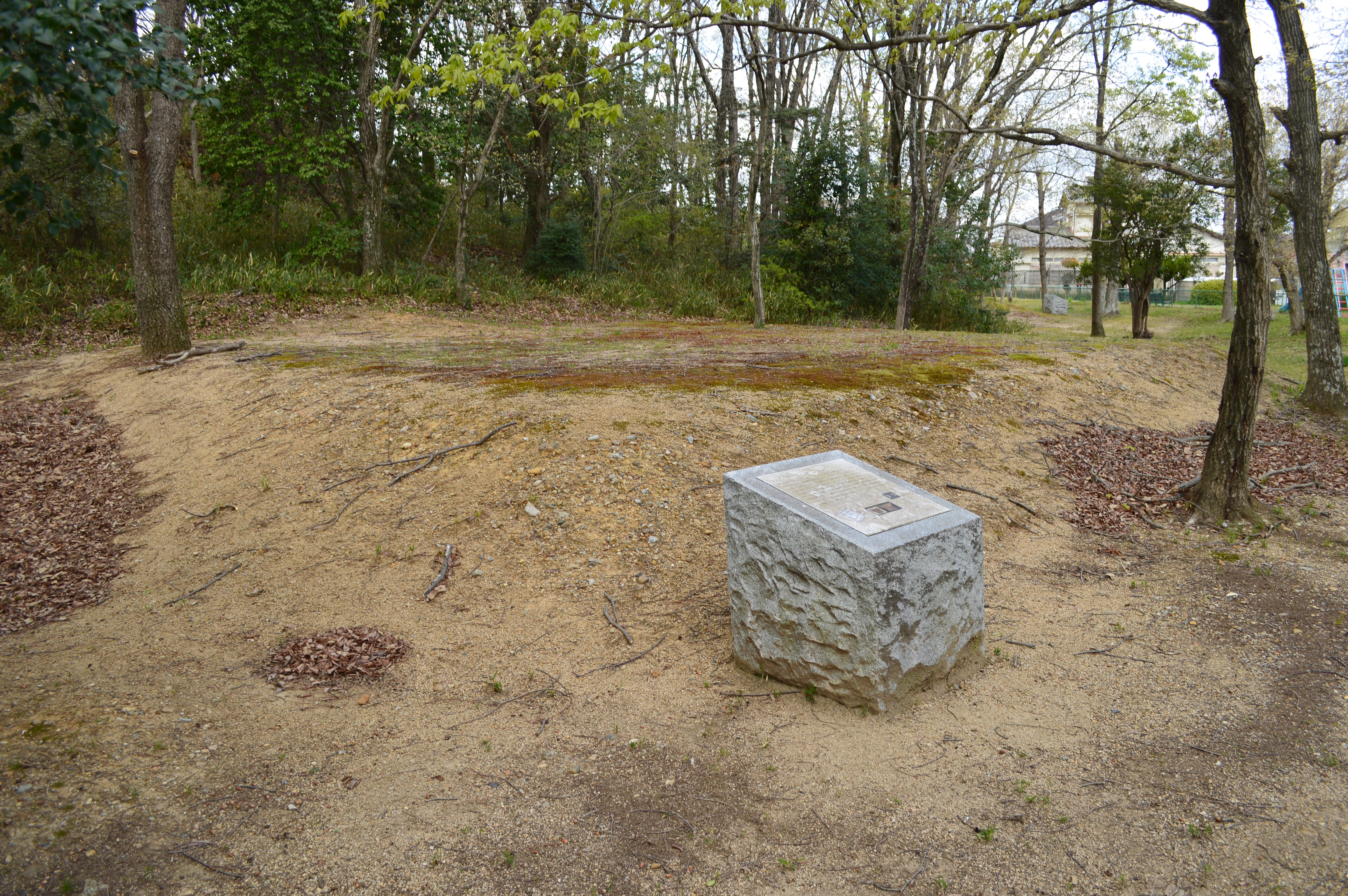
後円部北東造出

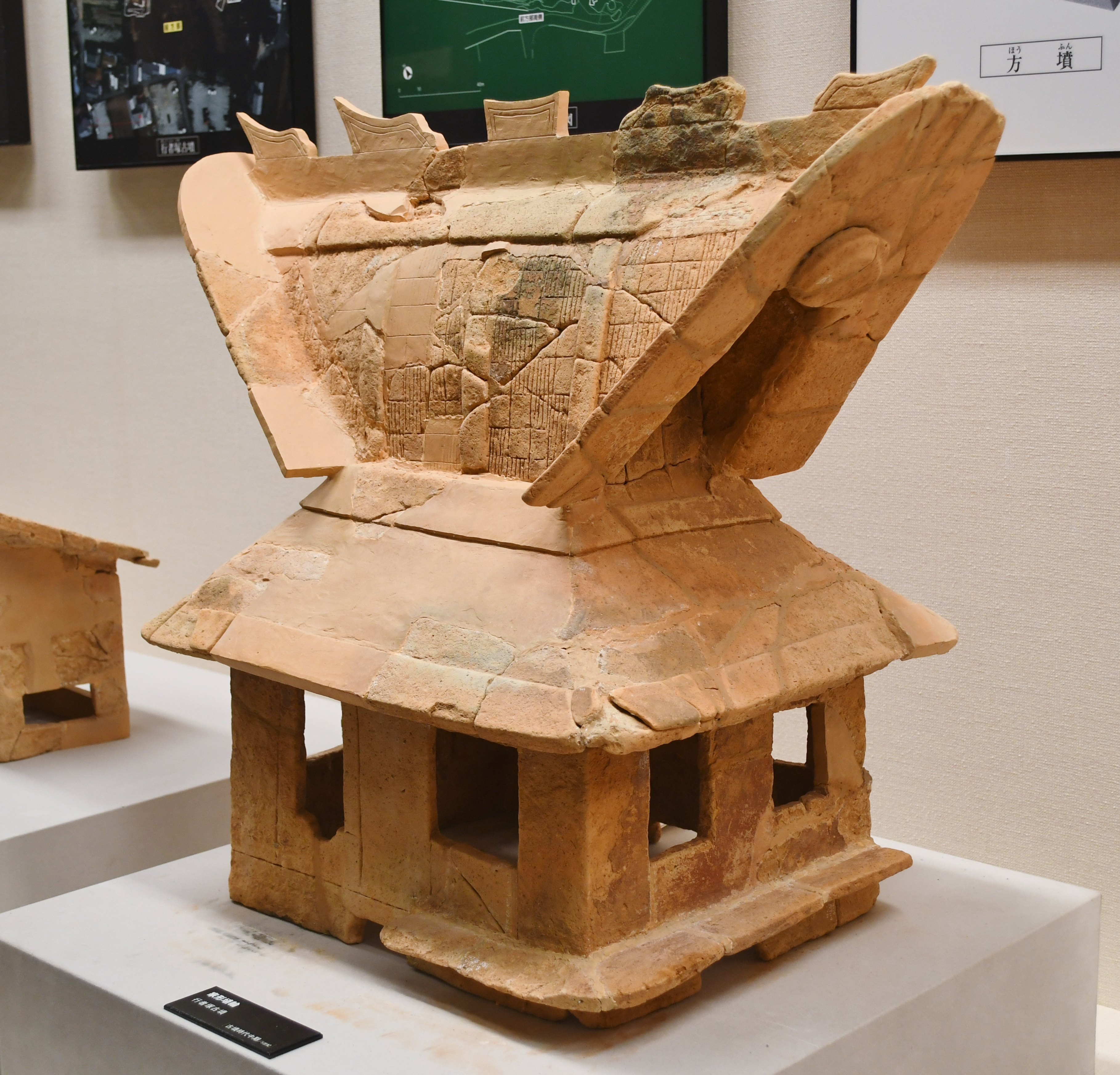
北東造出 家形埴輪（入母屋造） 加古川市総合文化センター博物館展示（他画像も同様）。
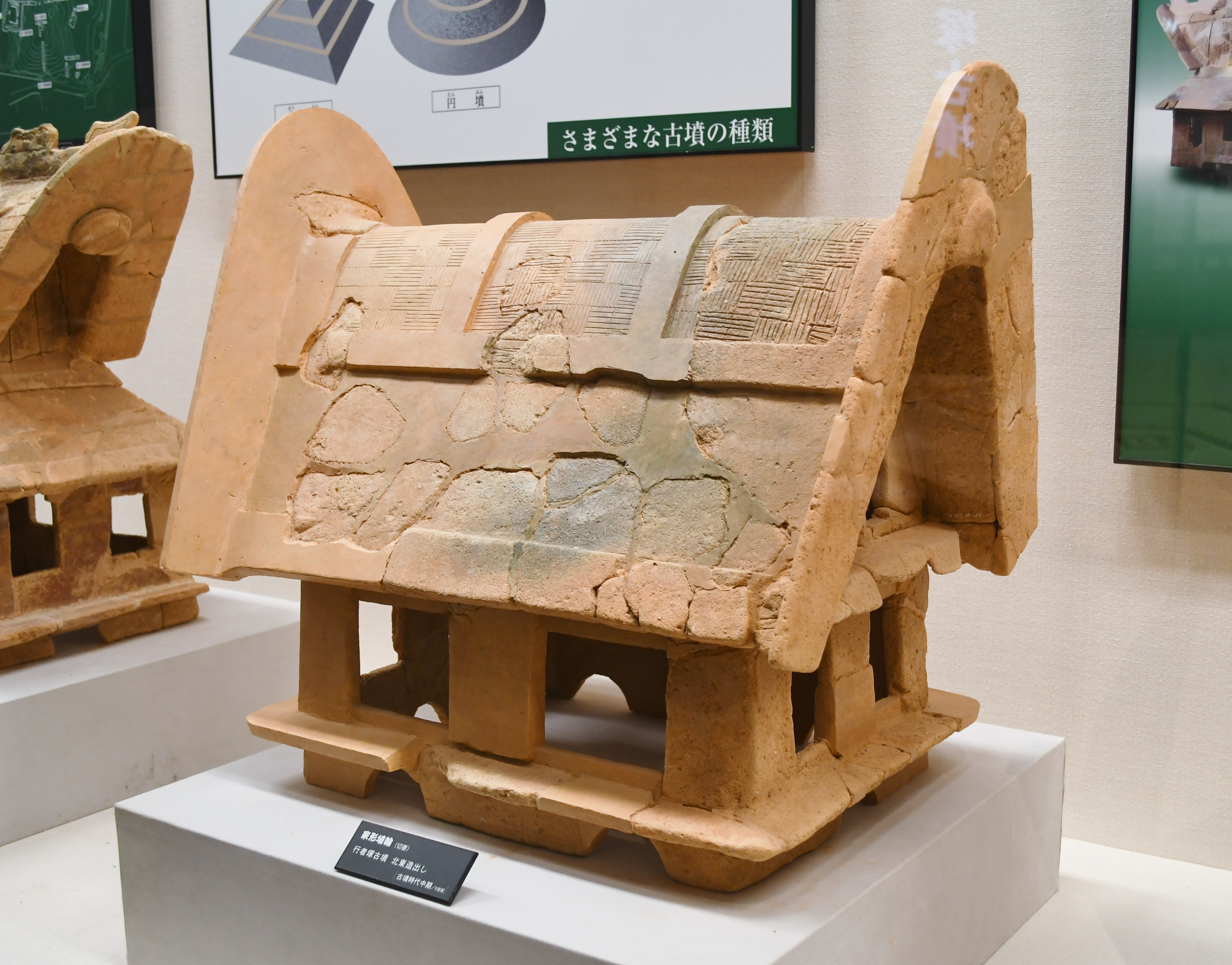
北東造出 家形埴輪（切妻造）
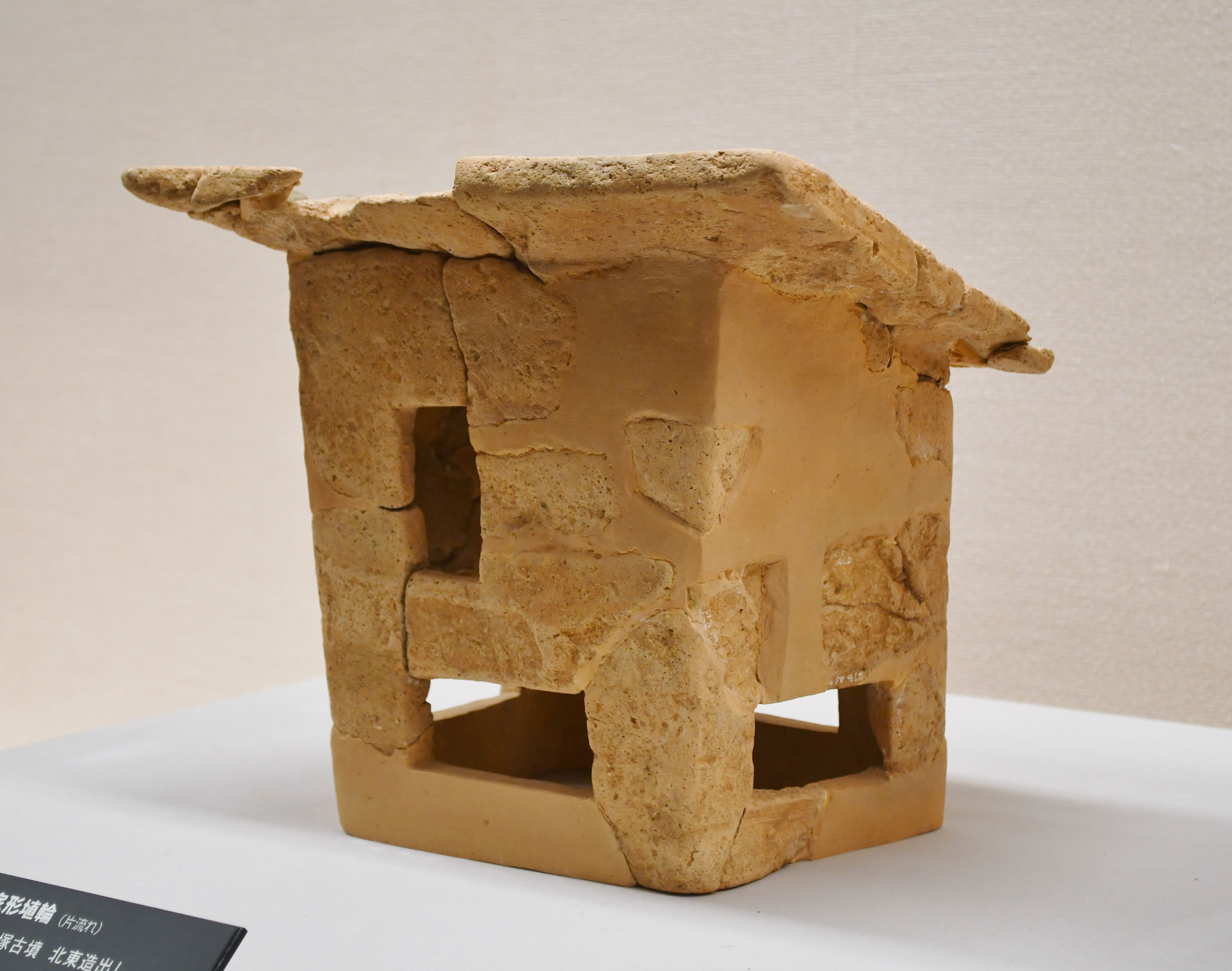
北東造出 家形埴輪（片流れ）
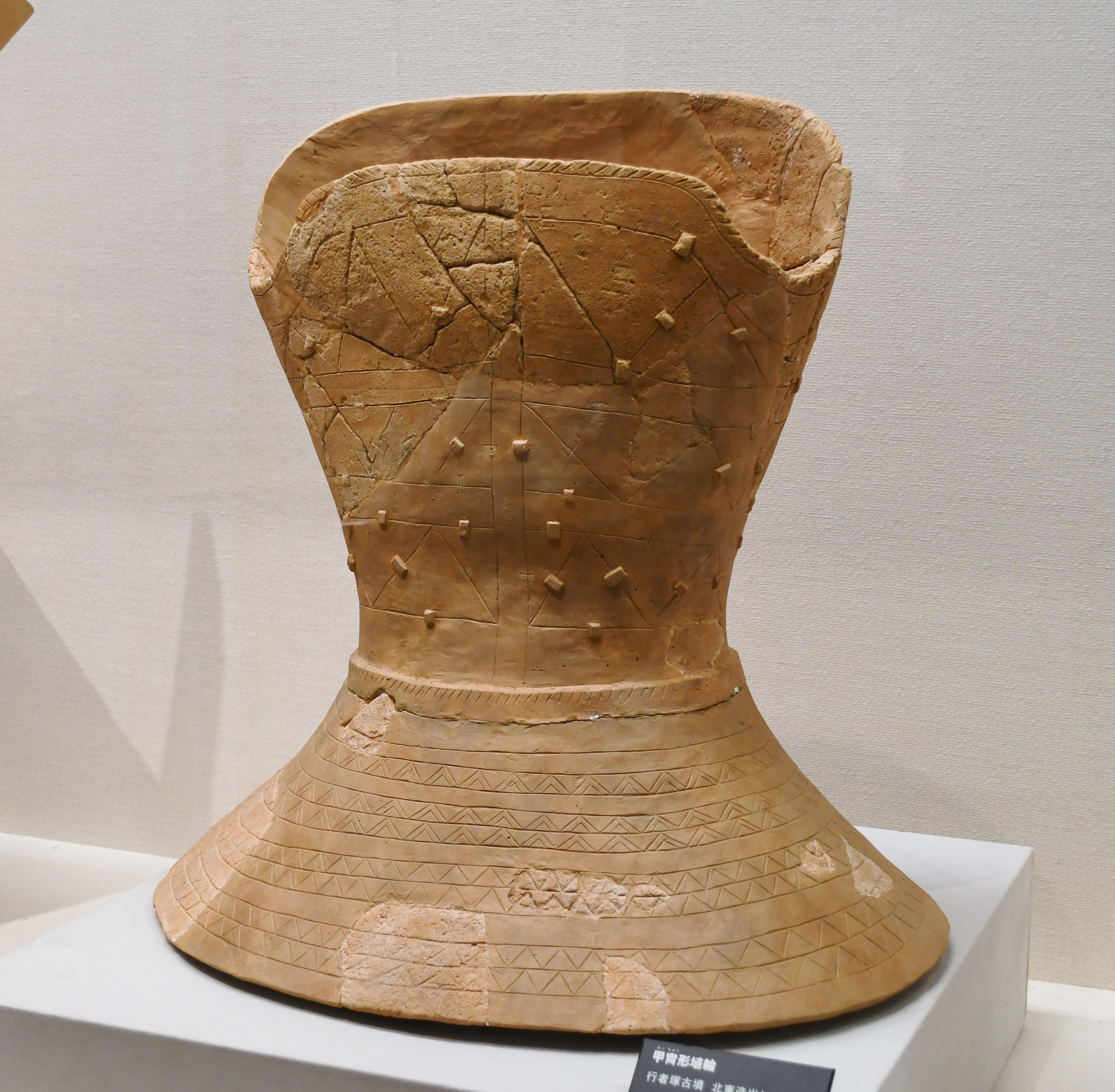
北東造出 甲冑形埴輪
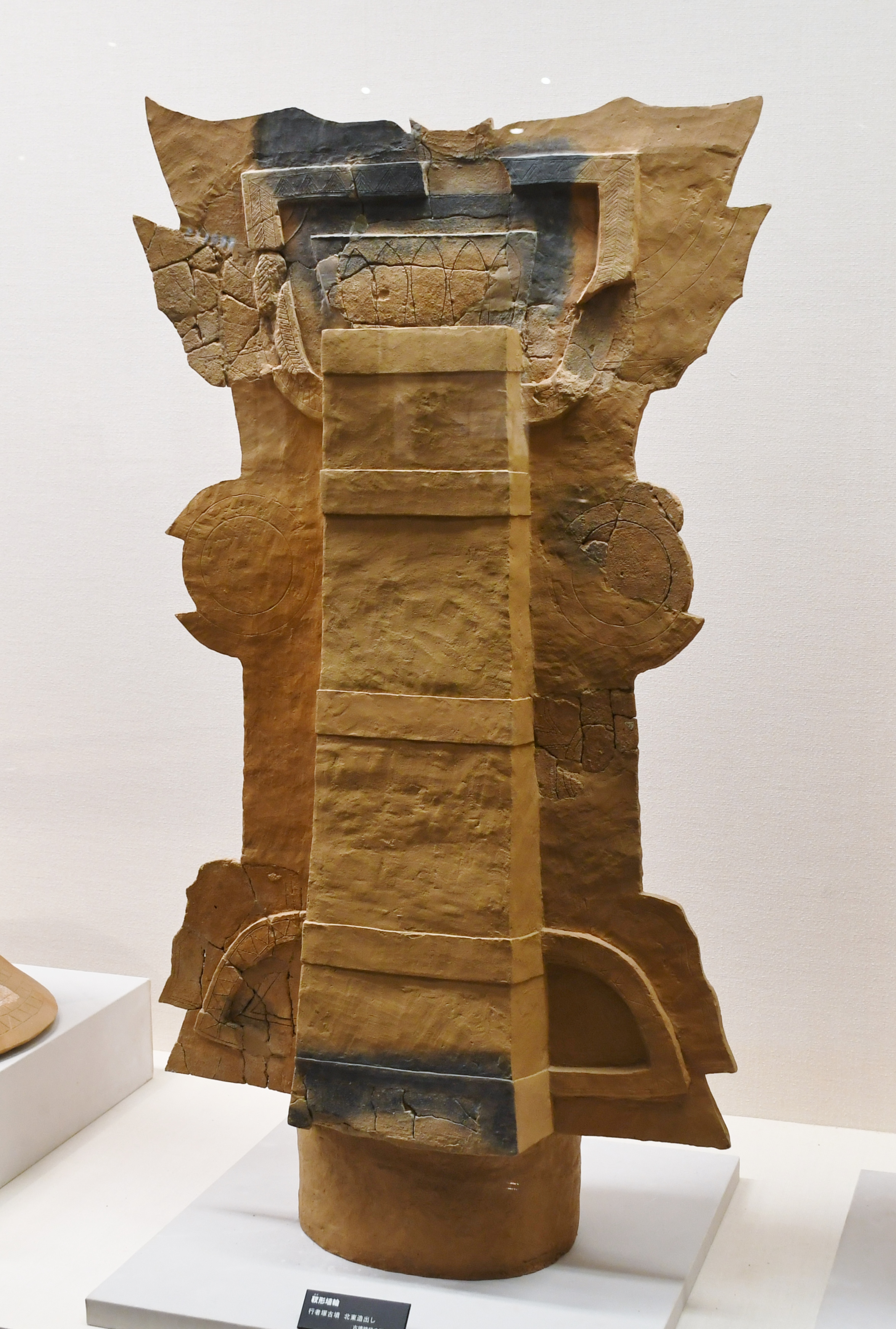
北東造出 靫形埴輪
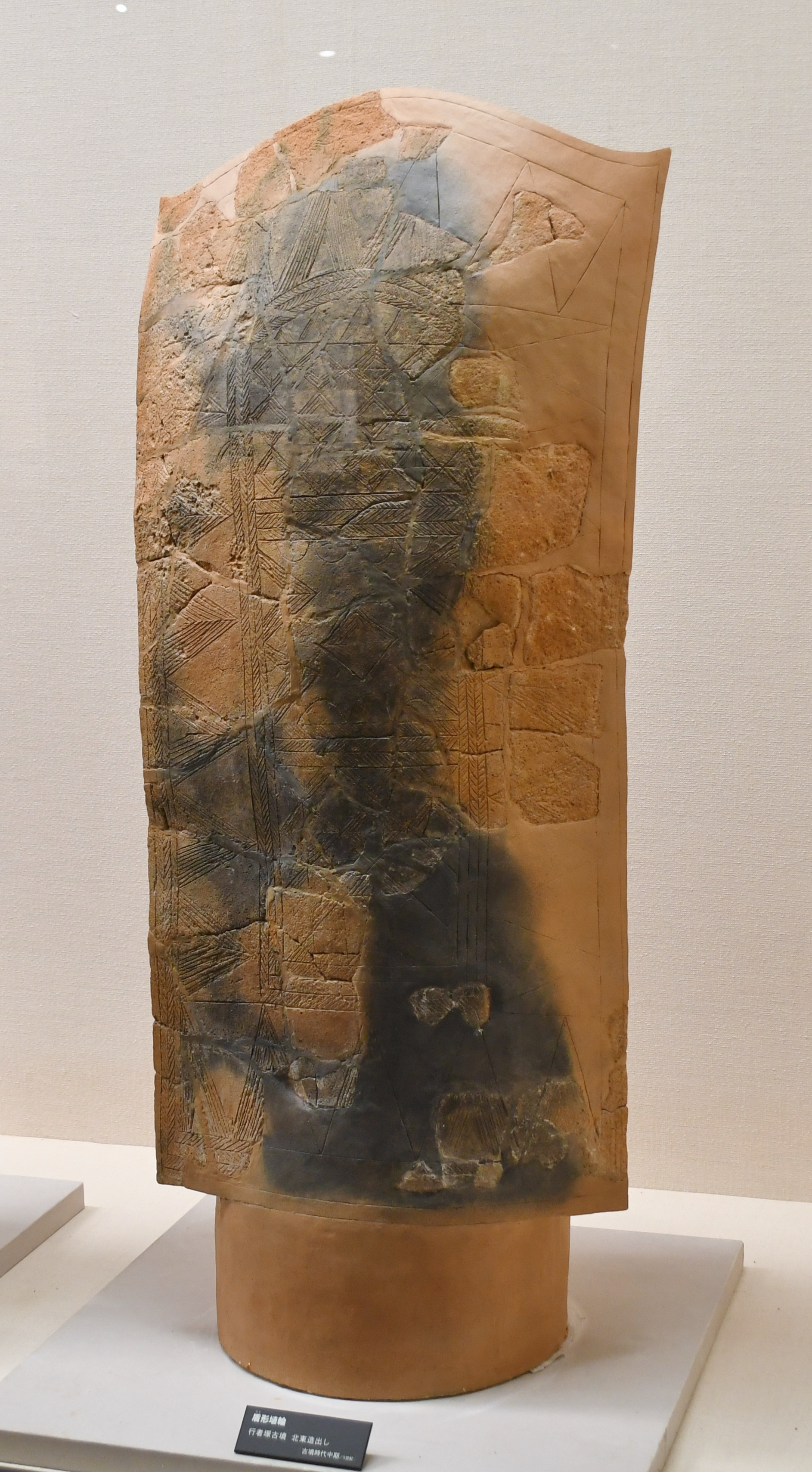
北東造出 盾形埴輪
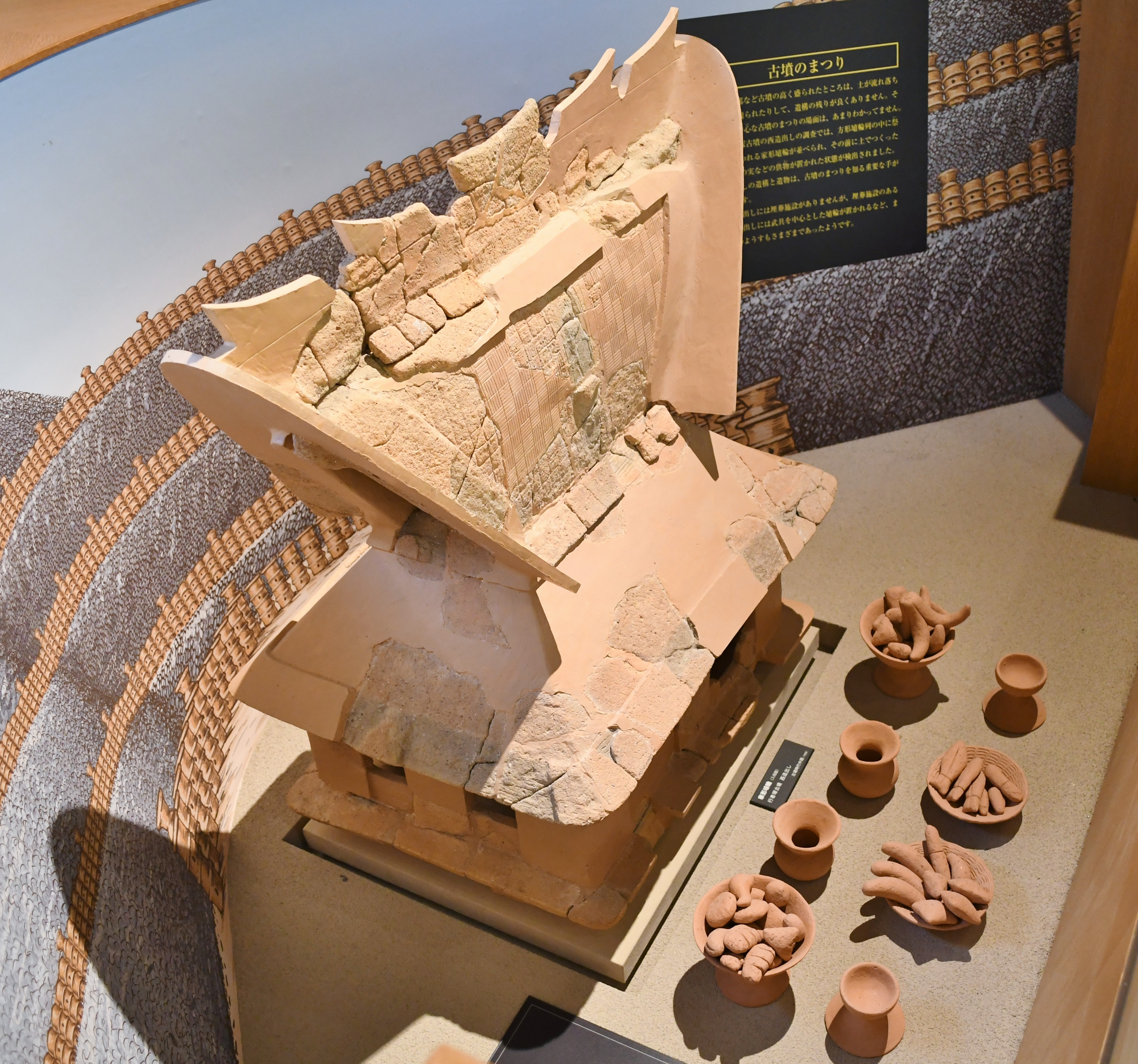
西造出 家形埴輪（入母屋造）
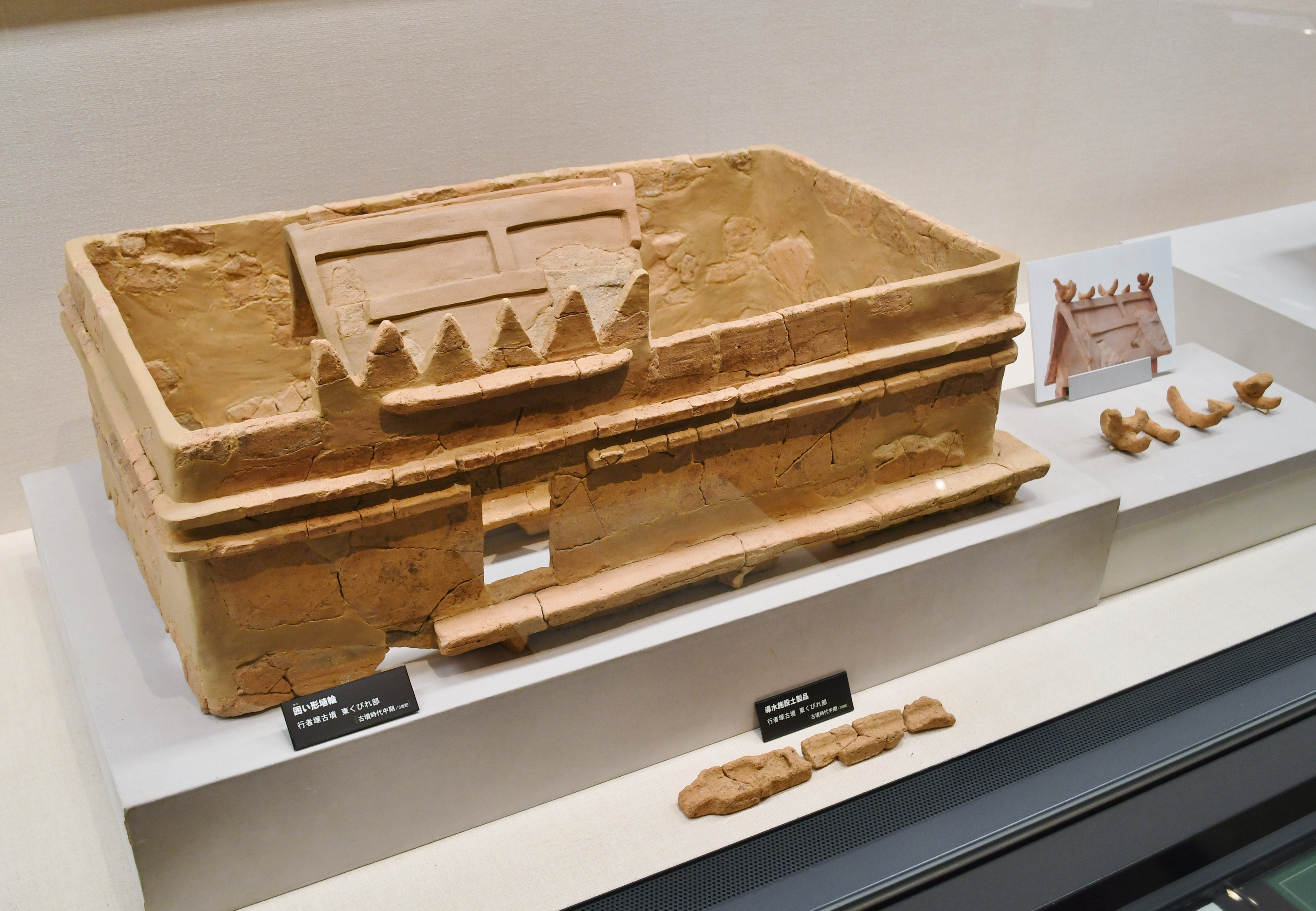
東くびれ部 囲形埴輪
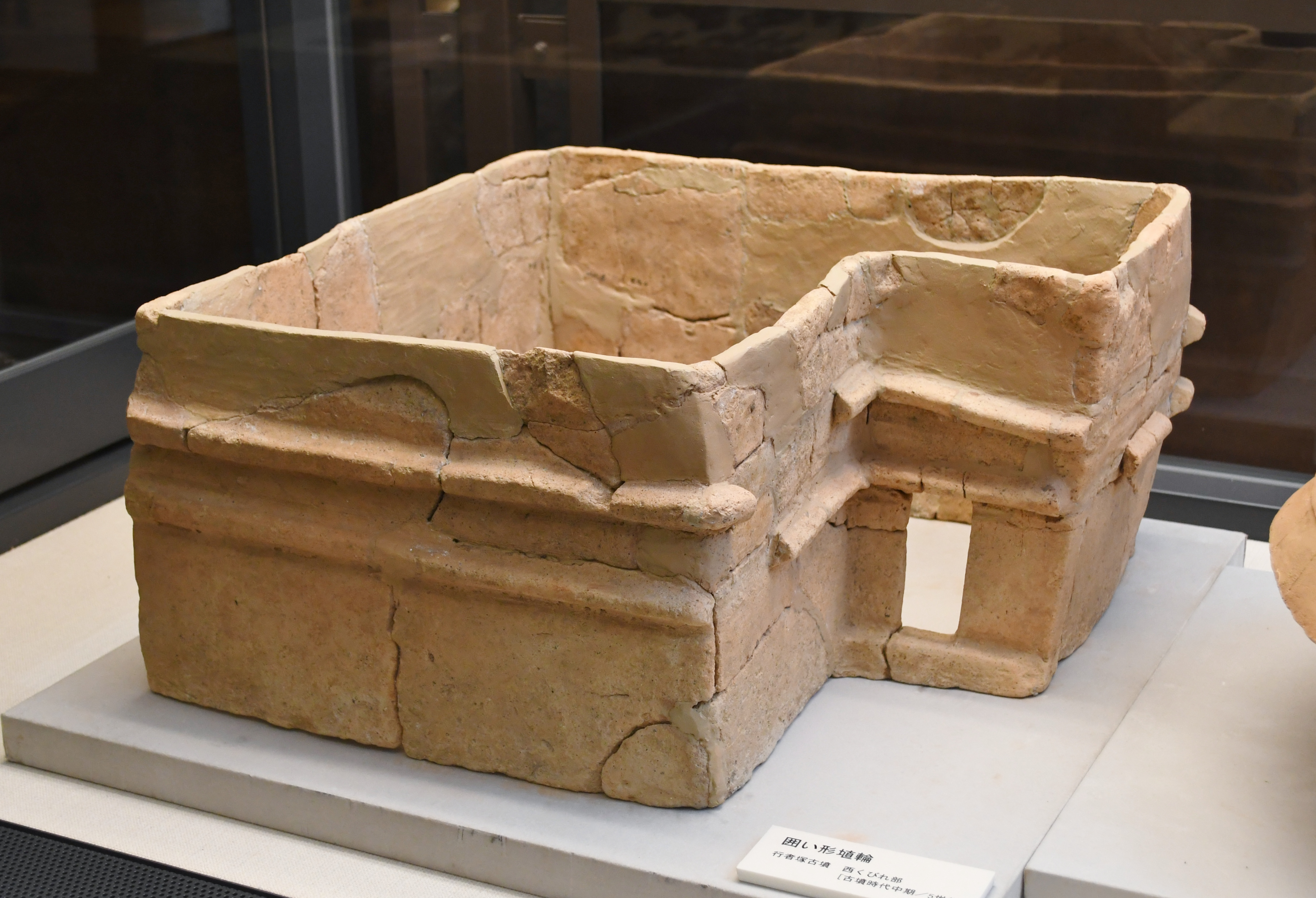
西くびれ部 囲形埴輪
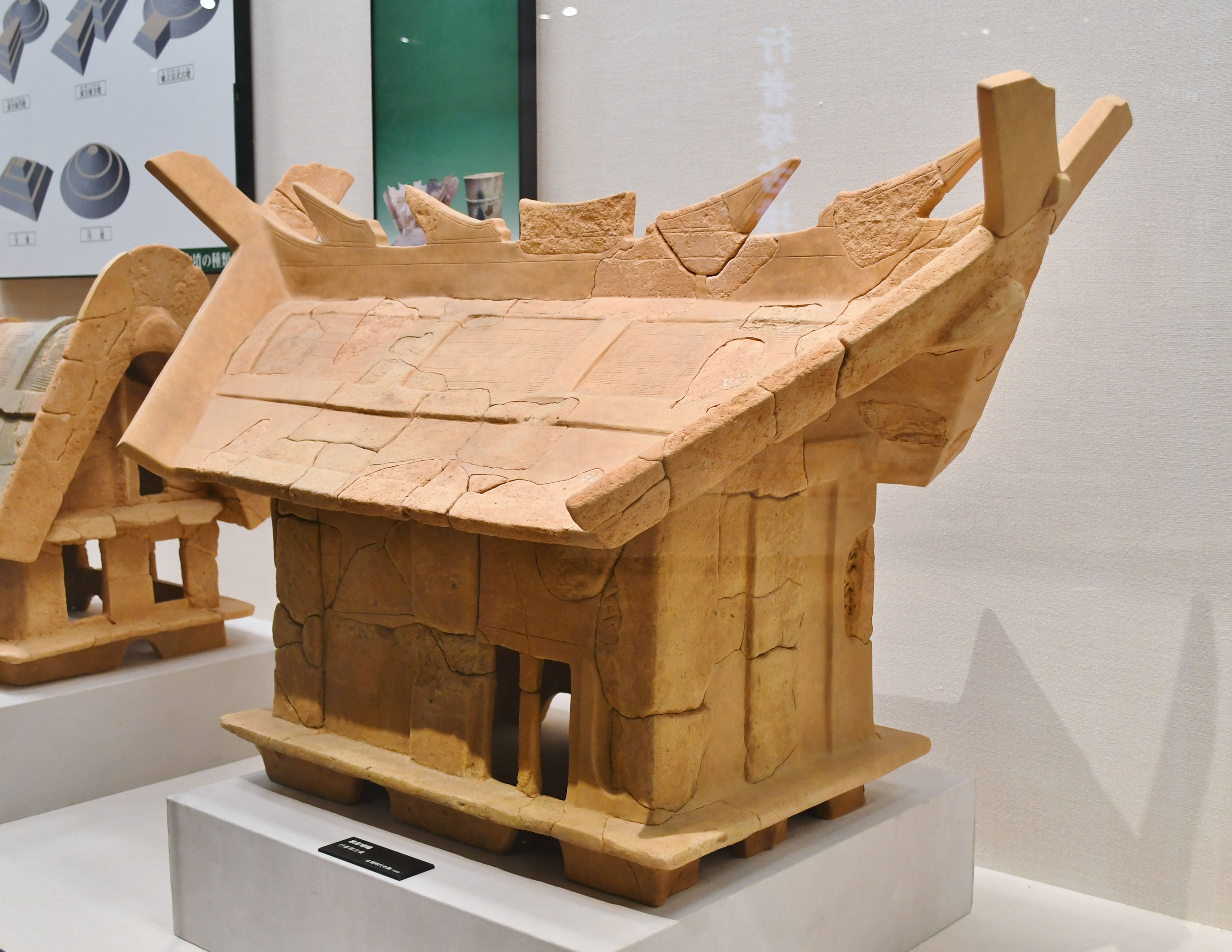
家形埴輪
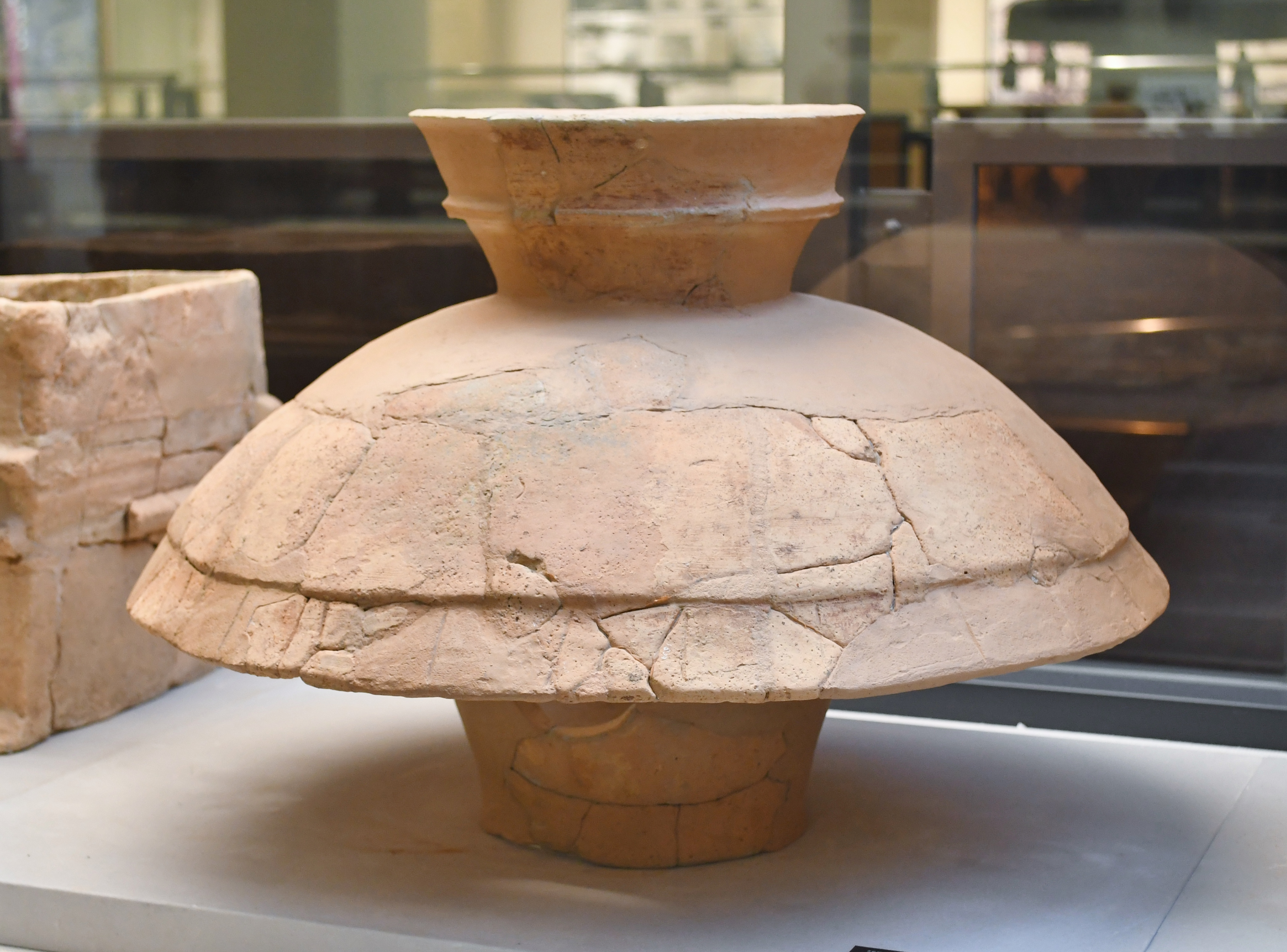
蓋形埴輪
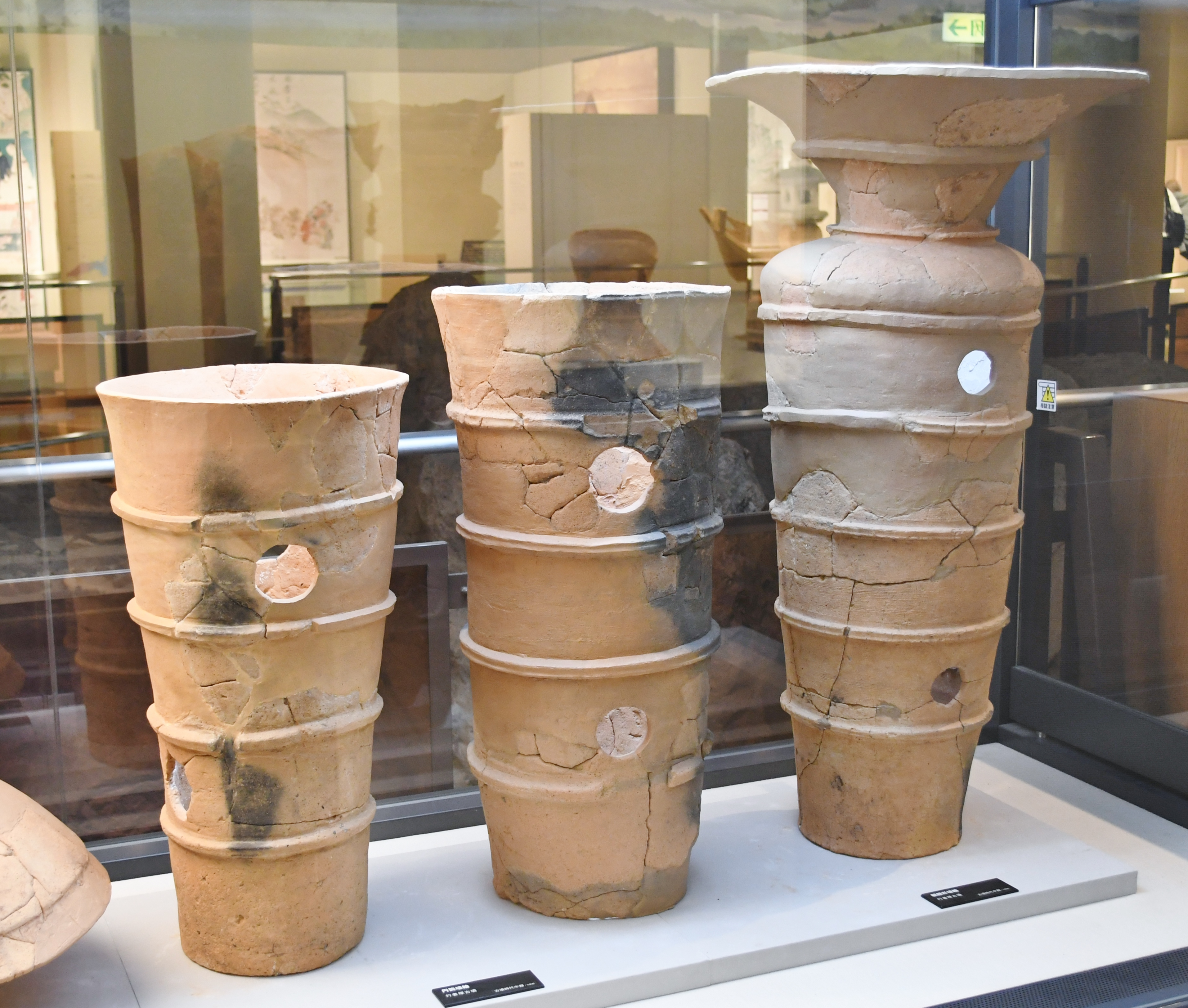
円筒埴輪・朝顔形埴輪

## 埋葬施設

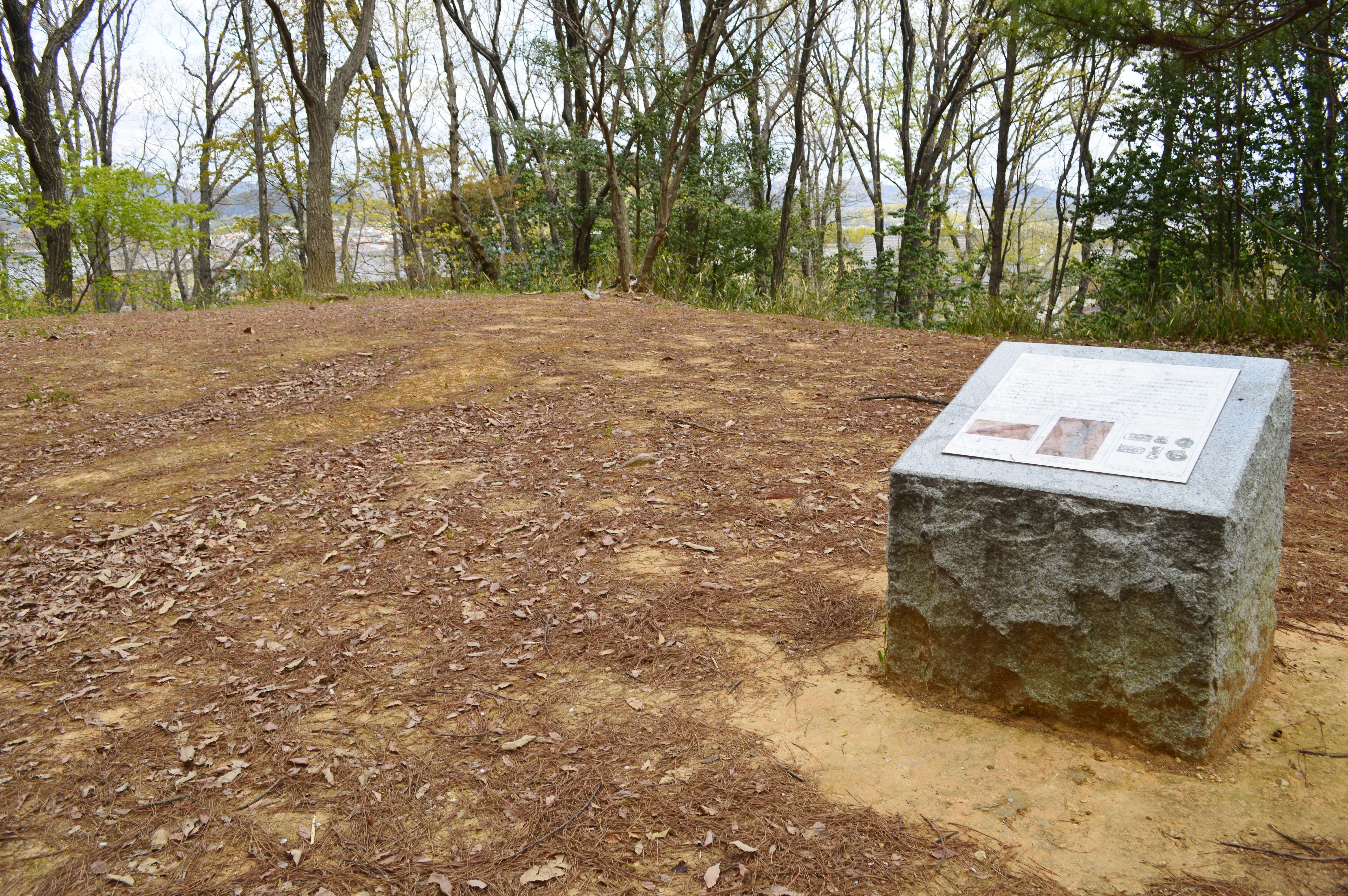
後円部墳頂

埋葬施設としては、後円部墳頂の東西7メートル・南北10メートルの方形墓壙の中において、粘土槨3基が構築されている。3基はいずれも主軸を墳丘主軸と平行方向とするが、いずれも未調査である。中央粘土槨・西粘土槨の間と、西粘土槨の西側の2ヶ所では副葬品箱が検出されており、中央副葬品箱からは金銅製透彫帯金具・轡・鋳造鉄斧・筒状青銅製品などが、西副葬品箱からは鉄製武器・鉄製工具・鉄鋌・鉄床・鉄鍑・巴形銅器などが検出されている。これらの副葬品は、朝鮮半島・中国との交流を示すものとして注目される。
また前述のように、後円部北東の造出においても粘土槨1基が確認されている。

## 出土品
後円部墳頂で検出された中央副葬品箱・西副葬品箱の内容は次の通り。
| 中央副葬品箱 | 西副葬品箱 |
| --- | --- |
| - 帯金具 - 金銅製龍文透彫帯先金具 1 - 金銅製龍文透彫鉸具 1 - 金銅製銙 3 - 円環形青銅製品 10以上 - 鋳造鉄斧 3 - 馬具 - 円形鏡板付轡 1 - 長方形鏡板付轡 1 - 鑣轡 1 - 鉸具 1 - 円環形鉄製品 - 素環頭状鉄製品 - 不明鉄製金具 | - 鉄鋌 40 - 刀 6 - 剣 8 - 矛 1 - 鏃 9 - 頬当状鉄製品 2 - 棒状鉄製品 2 - 鍬・鋤先 6 - 鎌 15 - 穂摘具 85 - 斧 7 - 鑿 7 - 錐 15 - 鉇 12 - 刀子 5 - 鉄床 1 - 石突状鉄製品 4 - 鋸 1 - 鍑 4 - 巴形銅器 4 |

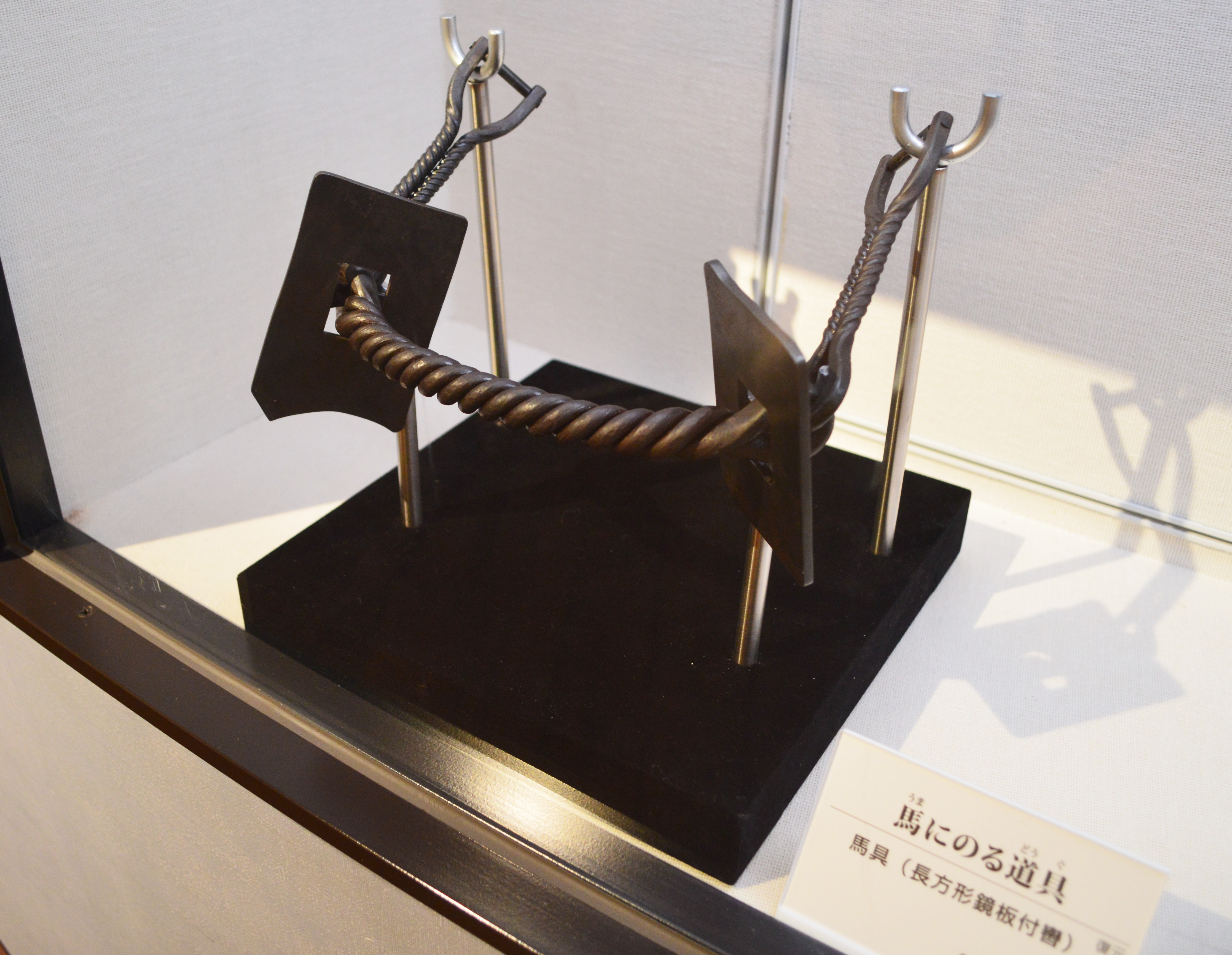
馬具 轡（復元） 兵庫県立考古博物館展示。
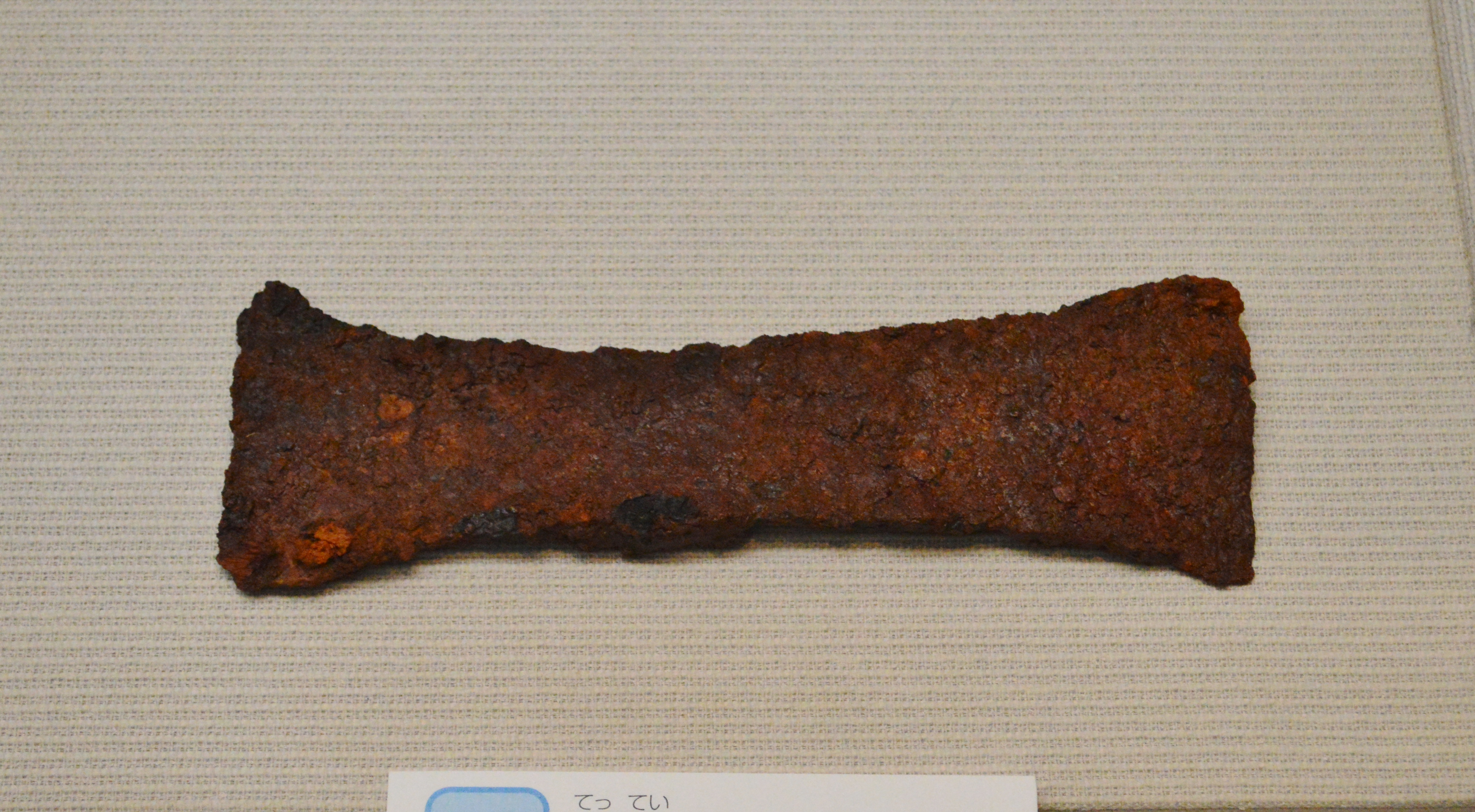
鉄鋌 大阪歴史博物館企画展時に撮影。
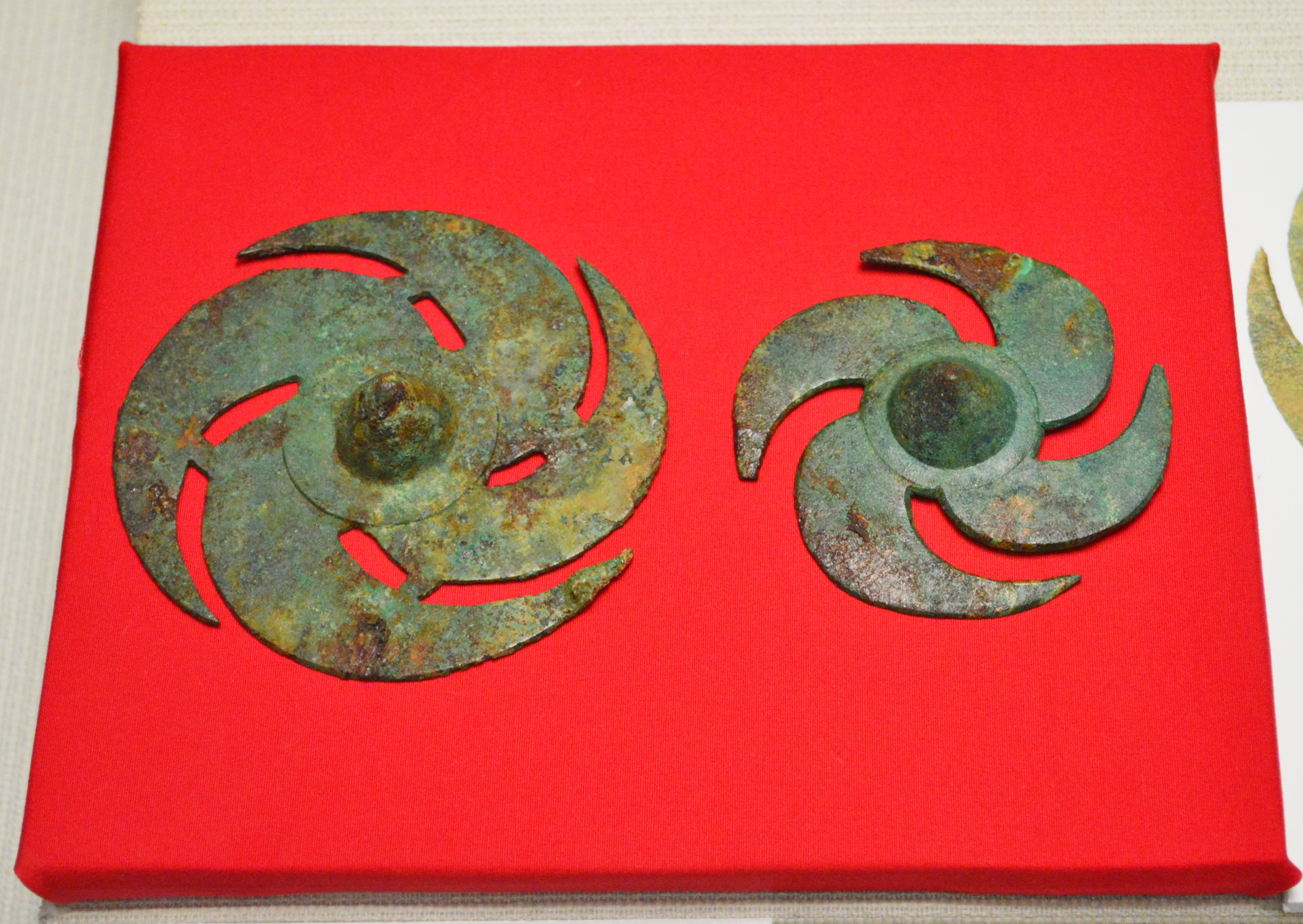
巴形銅器 大阪歴史博物館企画展時に撮影。

## 関連施設
- 加古川市総合文化センター博物館（加古川市平岡町新在家） - 行者塚古墳の出土品を保管・展示。

## 関連文献
（記事執筆に使用していない関連文献）
- 上田哲也「兵庫県に於ける周濠を備える前方後円墳の変遷」『兵庫史の研究 松岡秀夫傘寿記念論文集』神戸新聞出版センター、1985年。